# بوبي جاكسون (لاعب كرة قدم أمريكية)
بوبي جاكسون (بالإنجليزية: Bobby Jackson)‏ هو لاعب كرة قدم أمريكية أمريكي، ولد في 10 يناير 1936 في جنيفا في الولايات المتحدة، وتوفي في 12 أكتوبر 2009.